# Antiche unità di misura del circondario di Noto
Sono qui riportate le conversioni tra le antiche unità di misura in uso nel circondario di Noto e il sistema metrico decimale, così come stabilite ufficialmente nel 1877; non si riportano le unità di misura e di peso stabilite con la riforma del 1809, rese uniformi nell'intero Regno di Sicilia.
Nonostante l'apparente precisione nelle tavole, in molti casi è necessario considerare che i campioni utilizzati erano di fattura approssimativa o discordanti tra loro.

## Misure di lunghezza
Nel 1877 sono indicate in uso solo le unità ufficiali del 1809.

## Misure di superficie
Nel 1877, oltre alle unità ufficiali del 1809, sono indicate in uso alcune misure abusive.
| Comuni                                            | Denominazione | Valore   | Unità |
| ------------------------------------------------- | ------------- | -------- | ----- |
| Noto, Avola, Pachino, Palazzolo Acreide, Rosolini | Salma         | 27908,53 | m²    |
| Noto, Avola, Pachino, Palazzolo Acreide, Rosolini | Tomolo        | 1744,28  | m²    |
| Buccheri, Buscemi, Cassaro                        | Salma         | 34297,43 | m²    |
| Buccheri, Buscemi, Cassaro                        | Tomolo        | 2143,59  | m²    |
| Ferla                                             | Salma         | 32421,79 | m²    |
| Ferla                                             | Tomolo        | 2026,36  | m²    |
| Palazzolo Acreide                                 | Salma         | 27899,21 | m²    |
| Palazzolo Acreide                                 | Tomolo        | 1743,70  | m²    |

La salma abusiva si divide in 16 tomoli.
Il tomolo di Noto e di 416 5/8 canne quadrate abolite di Palermo.
Il tomolo di Buccheri è di 512 canne quadrate abolite di Palermo.
Il tomolo di Ferla ha per lato la corda di 22 canne abolite di Palermo.
Il tomolo dì Palazzolo Acreide è di 409 canne quadrate legali.

## Misure di volume
Nel 1877 sono indicate in uso solo le unità ufficiali del 1809.

## Misure di capacità per gli aridi
Nel 1877, oltre alle unità ufficiali del 1809, sono indicate in uso alcune misure abusive.
| Comuni                   | Denominazione                     | Valore   | Unità |
| ------------------------ | --------------------------------- | -------- | ----- |
| Tutti i comuni           | Salma per frumento, orzo e legumi | 343,8611 | L     |
| Noto                     | Salma per farine, ceci e legumi   | 429,8263 | L     |
| Avola, Palazzolo Acreide | Salma per legumi                  | 386,8437 | L     |

La salma per frumento e legumi usata in tutti i comuni del circondario è di 20 tomoli rasi.
La salma di Noto è di tomoli rasi 25.
La salma per legumi di Avola è di tomoli rasi 22 1/2.

## Misure di capacità per i liquidi
Nel 1877, oltre alle unità ufficiali del 1809, sono indicate in uso alcune misure abusive.
| Comuni            | Denominazione   | Valore   | Unità |
| ----------------- | --------------- | -------- | ----- |
| Noto              | Salma per mosto | 95,4214  | L     |
| Noto              | Salma per vino  | 85,9653  | L     |
| Avola             | Botte per mosto | 849,1691 | L     |
| Avola             | Botte per vino  | 838,6855 | L     |
| Buccheri          | Salma per vino  | 171,9305 | L     |
| Buccheri          | Salma per mosto | 224,3693 | L     |
| Buscemi           | Salma per mosto | 211,8184 | L     |
| Buscemi           | Salma per vino  | 191,6452 | L     |
| Cassaro           | Botte per mosto | 907,7932 | L     |
| Cassaro           | Botte per vino  | 825,2665 | L     |
| Ferla             | Botte per mosto | 876,8457 | L     |
| Ferla             | Botte per vino  | 825,2665 | L     |
| Pachino           | Salma per mosto | 94,5618  | L     |
| Pachino           | Salma per vino  | 85,9653  | L     |
| Palazzolo Acreide | Salma per mosto | 134,7935 | L     |
| Palazzolo Acreide | Salma per vino  | 128,3748 | L     |
| Rosolini          | Salma per mosto | 130,6672 | L     |
| Rosolini          | Salma per vino  | 137,5444 | L     |

Il barile si divide in 2 quartare, la quartara in 20 quartucci, il quartuccio in 2 caraffe, la caraffa in 2 bicchieri.
8 barili fanno la salma. 4 salme fanno la botte.
La salma per mosto e la salma per vino di Noto si dividono in 8 quartare, la quartara per mosto si divide in quartucci legali 13 7/8, la quartara per vino in quartucci legali 12 1/2.
La botte per mosto di Avola si divide in 10 salme e 20 quartucci, la botte per vino in 10 salme.
La salma per mosto e la salma per vino di Avola si dividono in 8 quartare, la quartara per mosto e la quartara per vino in 20 quartucci. Il quartuccio è di once 20 peso d'acqua, corrispondente a litri 0,524178.
La salma per vino di Buccheri si divide in 16 quartare, la quartara in quartucci legali 12 1/2.
La salma per mosto di Buccheri si divide in 18 quartare, la quartara in quartucci legali 14 1/2.
La salma per mosto e la salma per vino di Buscemi si dividono in 16 quartare, la quartara per mosto si divide in quartucci 10 1/2, la quartara per vino in Quartucci 9 1/2.
Il quartuccio è di once 44 peso d'olio, corrispondente a litri 1,260824.
La botte per mosto e la botte per vino di Cassaro si dividono in 6 salme, la salma per mosto e la salma per vino in 16 quartare, la quartara per mosto si divide in 11 quartucci legali, la quartara per vino in quartucci legali 10.
La botte per mosto e la botte per vino di Feria si dividono in 6 salme, la salma per mosto si divide in 17 quartare, la salma per vino in 16 quartare, la quartara per mosto e la quartara per vino si dividono in 10 quartucci legali.
La salma per mosto e la salma per vino di Pachino si dividono in 8 quartare, la quartara per mosto si divide in quartucci legali 13 3/4, la quartara per vino in quartucci legali 12 1/2.
La salma per mosto e la salma per vino di Palazzolo Acreide si dividono in 8 quartare, la quartara per mosto e la quartara per vino in 2 mezzarole, la mezzarola per mosto si divide in quartucci 10 1/2, la mezzarola per vino in 10 Quartucci.
Il quartuccio è di once 28 peso d'olio, corrispondente a litri 0,802342.
La salma per mosto di Rosolini si divide in 12 mezzarole, la mezzarola per mosto in quartucci legali 12 2/3.
La salma per vino di Rosolini si divide in 8 quartare, la quartara in 20 quartucci legali.
| Comuni                       | Denominazione                               | Valore  | Unità |
| ---------------------------- | ------------------------------------------- | ------- | ----- |
| Noto, Avola                  | Cafiso di rotoli 13 once 26 1/4 = 11,009 kg | 11,9277 | L     |
| Avola                        | Cafiso di rotoli 14 once 26 1/4 = 11,802 kg | 12,7873 | L     |
| Buccheri, Buscemi, Palazzolo | Cafiso di rotoli 20 = 15,868 kg             | 17,1931 | L     |
| Cassaro, Ferla               | Cafiso di rotoli 16 = 12,695 kg             | 13,7544 | L     |
| Pachino, Rosolini            | Cafiso di rotoli 13 3/4 = 10,910 kg         | 11,8202 | L     |

## Pesi
Nel 1877, oltre alle unità ufficiali del 1809, sono indicate in uso alcune misure abusive.
| Comuni         | Denominazione            | Valore    | Unità |
| -------------- | ------------------------ | --------- | ----- |
| Tutti i comuni | Rotolo                   | 793,420   | g     |
| Tutti i comuni | Oncia alla sottile       | 26,447333 | g     |
| Tutti i comuni | Trappeso per gli orefici | 0,881578  | g     |
| Cassaro        | Oncia alla grossa        | 66,118333 | g     |

Il rotolo legale si divide in 30 once dette alla sottile.
In Cassaro il rotolo si usa diviso in 12 once alla grossa.
Cento Rotoli fanno il Cantaro.
La libbra si usa pure dai farmacisti.
Gli orefici dividono la libbra in 12 once, l'oncia in 30 trappesi, il trappeso in 16 cocci o denari.

## Territorio
Nel 1874 nel circondario di Noto erano presenti 9 comuni divisi in 7 mandamenti.
- Avola • Avola
- Buccheri • Buccheri
- Ferla • Cassaro, Ferla
- Noto • Noto
- Pachino • Pachino
- Palazzolo Acreide • Buscemi, Palazzolo Acreide
- Rosolini • Rosolini